# Josh Shipp
Josh Shipp, all'anagrafe Joshua Shipp (Oklahoma City, 20 gennaio 1982), è un conduttore televisivo e autore televisivo statunitense, esperto in comportamenti adolescenziali.

## Carriera
Josh ha cominciato la professione all'età di 17 anni. Era presidente dell'organizzazione DECA nel liceo di Oklahoma. A partire dal 2005 è stato scelto come portavoce per il Mese dell'affidamento nazionale. Il 1º novembre 2006 ha lanciato il sito HeyJosh.com e poi ha creato una rubrica di consigli su CosmoGIRL!. Apparve come interlocutore dei suggerimenti a Total Request Live, programma di MTV. I suoi progetti attuali includono degli show televisivi e una serie di DVD riguardanti il mondo degli adolescenti. Nel 2009 è stato menzionato da INC Magazine tra i "30 under 30" imprenditori di successo.
Il suo ultimo libro "The Teen's Guide to World Domination" è distribuito da St. Martins Press il 17 agosto 2010.
Shipp è rappresentato dalla United Talent Agency.

## Filmografia

### Televisione
- Identity (2009)
- Parents (2009)
- Hey Josh (2009)
- Ricomincio da me (Jump Shipp, 2011)[4]

### Film
- The Sore Losers (1997)